# Hårsåssjön (Hajoms socken, Västergötland)
Hårsåssjön är en sjö i Marks kommun i Västergötland och ingår i Viskans huvudavrinningsområde. Sjön har en area på 0,0498 kvadratkilometer och ligger 92,2 meter över havet.

## Delavrinningsområde
Hårsåssjön ingår i det delavrinningsområde (637907-130321) som SMHI kallar för Ovan Ringebäcken. Medelhöjden är 73 meter över havet och ytan är 16,57 kvadratkilometer. Räknas de 4 avrinningsområdena uppströms in blir den ackumulerade arean 138,23 kvadratkilometer. Surtan som avvattnar avrinningsområdet har biflödesordning 2, vilket innebär att vattnet flödar genom totalt 2 vattendrag innan det når havet efter 45 kilometer. Avrinningsområdet består mestadels av skog (43 procent), öppen mark (14 procent) och jordbruk (42 procent). Avrinningsområdet har 0,04 kvadratkilometer vattenytor vilket ger det en sjöprocent på 0,2 procent.